# Васюков, Владимир Порфирьевич
Владимир Порфирьевич Васюко́в (1925—1974, Москва) — советский учёный, конструктор в области радиолокации, лауреат Ленинской премии (1966) и Государственной премии СССР, полковник-инженер.

## Биография
Сын Порфирия Васильевича Васюкова (1899 - 1952) - начальника войск воздушного наблюдения и обнаружения связи (ВНОС), Начальник службы ВНОС Войск Противовоздушной обороны Московского Военного округа, генерал-майора войск связи.
Владимир Васюков работал в научно-исследовательском Институте Дальней Радиосвязи (НИИДАР) заместителем главного конструктора СДО «Дунай-2» (Радиолокационная станция дальнего обнаружения воздушных целей «Дунай-2»), главным конструктором — научным руководителем темы ЗГРЛС (создание загоризонтных радиолокационных станций).
С 1968 г. начальник 14-го ГУ МРП СССР.
Главный конструктор В. П. Васюков возглавлял работы по теме «Дуга-2». В 1966 году по проекту «Дуга-2» было принято специальное Постановление ЦК КПСС и Совета Министров СССР.
Под руководством В. П. Васюкова был сделан эскизный проект николаевского опытного объекта для раннего обнаружения запусков межконтинентальных баллистических ракет — загоризонтной радиолокационной станции Дуга́ (5Н77).
За создание системы «А» (ПРО) в 1966 году В. П. Васюков стал лауреатом Ленинской премии.
Им также внесен большой вклад в разработку системы морской космической разведки и целеуказания (МКРЦ). В составе коллектива за разработку радиоэлектронных комплексов системы МКРЦ В. П. Васюкову была присуждена Государственная премия СССР.
Экспериментальная установка возле Николаева в данный момент демонтирована.
Умер в Москве и похоронен на 18-м участке Введенского кладбища.